# C-Boy

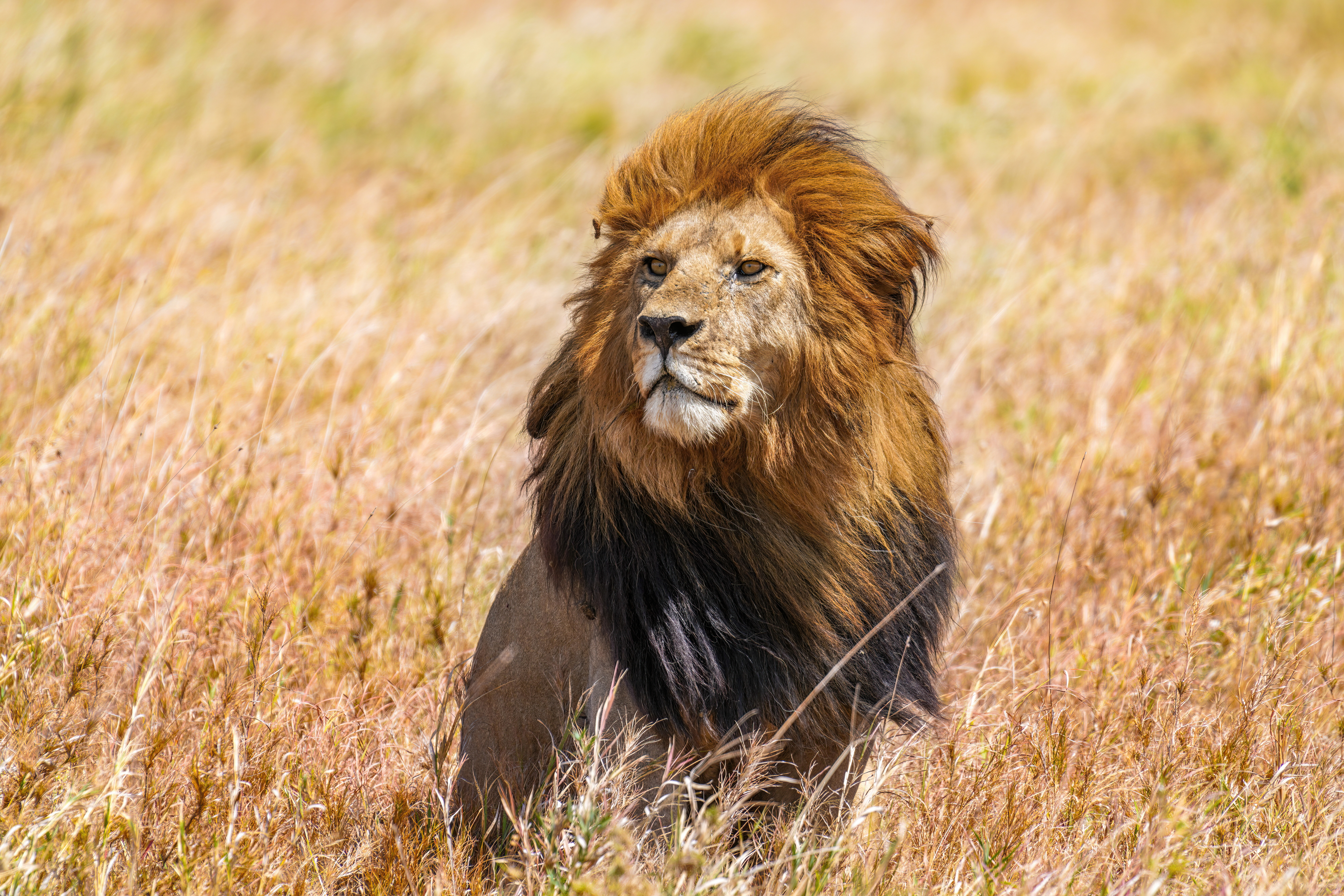
Snyggve

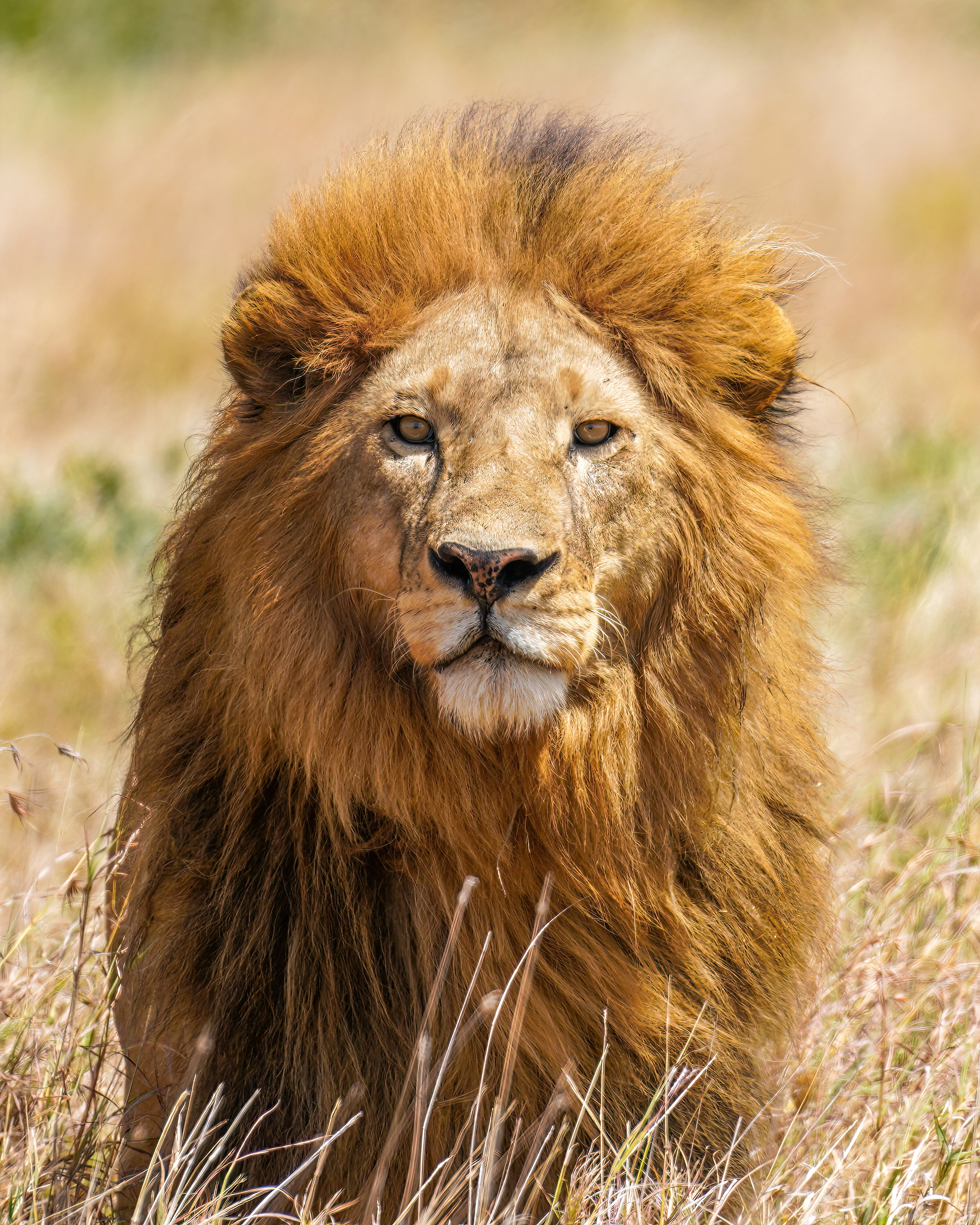
Tryggve

（2018年6月去世，年齡約14歲）是曾經生活在坦桑尼亚塞伦盖蒂国家公园的一頭雄性獅子。他在2009年8月被綽號「殺手」的雄獅帶領另外兩頭獅子群體襲擊。襲擊發生後，他幾乎死於感染，不過公園保護官員發現他倖存了下來，經過國家地理報導後而被知其名。攝影師Nick Nichols在2011年至2013年期間訪問塞倫蓋蒂時為他拍了照片。那場襲擊發生後的十年，被發現死亡多日而原因不明。
是兩頭雄獅和的父親。在他的兄弟協助下統治塞倫蓋蒂草原7年，兄弟倆因大自然因素於2023年3月先後去世。